# شنوان

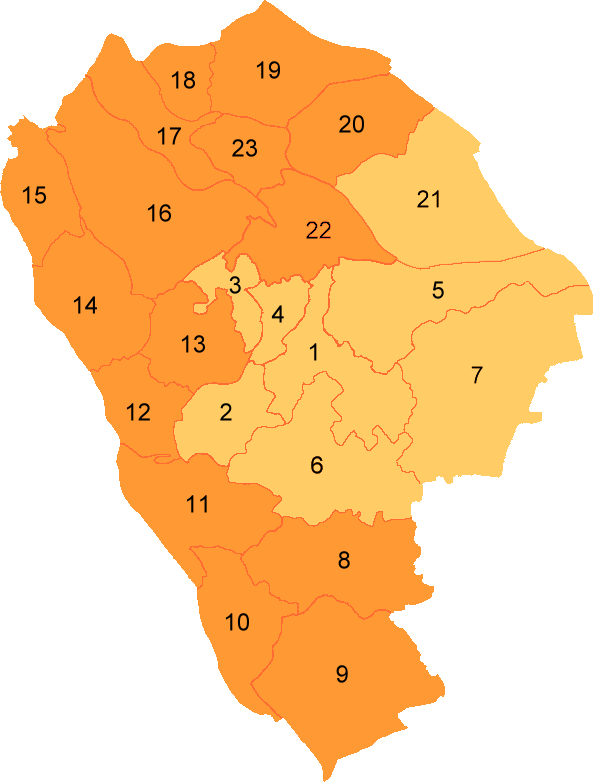
نقشه ژونگشان در استان گوانگدونگ

شنوان (به لاتین: Shenwan) یک شهرک در جمهوری خلق چین است که در ژونگشان واقع شده‌است. شنوان ۵۹٫۰ کیلومتر مربع مساحت و ۳۱٬۳۹۲ نفر جمعیت دارد.